# Samuel Parris
Pour les articles homonymes, voir Parris.
Samuel Parris (né en 1653 à Londres, Angleterre et mort le 7 ou le 27 février 1720) était le pasteur puritain de la ville de Salem Village (aujourd'hui Danvers) pendant l'affaire des sorcières de Salem. Il était le père de Betty Parris et l'oncle d'Abigail Williams, deux des jeunes filles possédées.

## Biographie
Parris était le fils d'un négociant en tissu. À la mort de son père en 1673, il hérita de quelques hectares de terrain à la Barbade, l'essentiel de la succession ayant été légué à son frère aîné. Parris mit rapidement sa parcelle en location et vint s'installer à la capitale, Bridgetown, comme agent de crédit pour les autres planteurs de canne à sucre. Il possédait alors deux esclaves, dont l'une, nommée Tituba,qui jouera un grand rôle dans l'affaire des sorcières. 
Samuel Parris quitta la Barbade pour Boston avec ses deux esclaves en 1680 et épousa rapidement Elizabeth Eldridge. Thomas et Betty Parris naquirent peu après. En 1686, Parris souhaita abandonner les affaires. Après la naissance de son troisième enfant, il négocia avec le Conseil de Salem Village et devint le pasteur de la ville.
Le mécontentement de la communauté envers Parris se manifesta dès 1691. Le révérend Parris fut payé de manière de plus en plus sporadique. En octobre 1691, la communauté refusa de lever une taxe pour prendre en charge son bois de chauffage. Dans ses sermons, Samuel Parris commença alors à évoquer une conspiration contre lui et contre l'Église, inspirée par Satan. Quelques mois plus tard, sa fille Betty commença à agir comme une possédée : l'affaire des sorcières commençait. 
Après avoir fait des excuses publiques en 1694, le révérend Samuel Parris quitta Salem Village en 1697. Il mourut le 7 février 1720.